# دوري توفالو لكرة القدم 2007
دوري توفالو لكرة القدم 2007 هو موسم من دوري توفالو لكرة القدم. فاز فيه Nauti F.C. ‏.